# Gangavara, Belur
Gangavara là một làng thuộc tehsil Belur, huyện Hassan, bang Karnataka, Ấn Độ.